# Ciutat : ideari d'art i cultura
Ciutat : ideari d'art i cultura (segons la grafia de la seva capçalera: CIVTAT Ideari d'Art i Cultura) fou una revista editada a Manresa, des de febrer de 1926 fins a maig de 1928, per l'impressor Ramon Torra i Pujol, propietari de la Impremta de Sant Josep. En total van sortir publicats 20 números de CIVTAT.
Els seus directors varen ser Ramon Torra i el poeta de Sallent Fidel Riu i Dalmau, que ja havia col·laborat a Cenacle. La revista acollí col·laboracions desinteressades de les millors plomes de l'època, com Josep Carner, Agustí Esclasans, Josep Maria López-Picó, Fages de Climent, Josep Farran i Mayoral, Guerau de Liost, Tomàs Garcés o Marià Manent, entre molts altres.